# Europees kampioenschap basketbal vrouwen 1995
Het 25e Europees kampioenschap basketbal vrouwen vond plaats van 8 tot 18 juni 1995 in Tsjechië. 14 nationale teams speelden in Brno om de Europese titel.

## Voorronde
De 14 deelnemende landen zijn onderverdeeld in twee poules van zeven landen. De top vier van elke poule plaatsten zich voor de kwartfinales.

### Groep A
| Datum   | Land           | Score   | Land           |
| ------- | -------------- | ------- | -------------- |
| 8 juni  | Frankrijk      | 69 – 65 | Duitsland      |
| 8 juni  | Italië         | 60 – 55 | Litouwen       |
| 8 juni  | Rusland        | 75 – 72 | Tsjechië       |
| 9 juni  | FR Joegoslavië | 46 – 63 | Italië         |
| 9 juni  | Litouwen       | 67 – 76 | Rusland        |
| 9 juni  | Frankrijk      | 74 – 79 | Tsjechië       |
| 10 juni | Frankrijk      | 72 – 70 | Litouwen       |
| 10 juni | Rusland        | 76 – 62 | FR Joegoslavië |
| 10 juni | Duitsland      | 69 – 72 | Tsjechië       |
| 11 juni | Italië         | 59 – 57 | Rusland        |
| 11 juni | Litouwen       | 80 – 71 | Duitsland      |
| 11 juni | FR Joegoslavië | 74 – 63 | Frankrijk      |
| 12 juni | Duitsland      | 54 – 58 | FR Joegoslavië |
| 12 juni | Tsjechië       | 78 – 65 | Litouwen       |
| 12 juni | Frankrijk      | 61 – 64 | Italië         |
| 13 juni | Rusland        | 78 – 55 | Frankrijk      |
| 13 juni | FR Joegoslavië | 62 – 67 | Tsjechië       |
| 13 juni | Italië         | 65 – 56 | Duitsland      |
| 14 juni | Litouwen       | 59 – 51 | FR Joegoslavië |
| 14 juni | Duitsland      | 72 – 97 | Rusland        |
| 14 juni | Tsjechië       | 54 – 63 | Italië         |

| Groep A |                |             |             |             |            |            |            |        |
| #       | Land           | Wedstrijden | Wedstrijden | Wedstrijden | Doelpunten | Doelpunten | Doelpunten | Punten |
| #       | Land           | G           | W           | V           | V          | T          | Saldo      | Punten |
| 1       | Italië         | 6           | 6           | 0           | 374        | 329        | +45        | 12     |
| 2       | Rusland        | 6           | 5           | 1           | 459        | 387        | +72        | 11     |
| 3       | Tsjechië       | 6           | 4           | 2           | 422        | 408        | +14        | 10     |
| 4       | Litouwen       | 6           | 2           | 4           | 396        | 408        | -12        | 8      |
| 5       | FR Joegoslavië | 6           | 2           | 4           | 353        | 382        | -29        | 8      |
| 6       | Frankrijk      | 6           | 2           | 4           | 394        | 430        | -36        | 8      |
| 7       | Duitsland      | 6           | 0           | 6           | 387        | 441        | -54        | 6      |

### Groep B
| Datum   | Land      | Score     | Land      |
| ------- | --------- | --------- | --------- |
| 8 juni  | Spanje    | 97 – 68   | Roemenië  |
| 8 juni  | Slowakije | 74 – 70   | Moldavië  |
| 8 juni  | Oekraïne  | 68 – 69   | Kroatië   |
| 9 juni  | Kroatië   | 73 – 70   | Spanje    |
| 9 juni  | Hongarije | 53 – 60   | Slowakije |
| 9 juni  | Moldavië  | 61 – 68   | Oekraïne  |
| 10 juni | Roemenië  | 57 – 68   | Kroatië   |
| 10 juni | Oekraïne  | 75 – 55   | Hongarije |
| 10 juni | Spanje    | 101 – 59  | Moldavië  |
| 11 juni | Slowakije | 59 – 61   | Oekraïne  |
| 11 juni | Moldavië  | 63 – 59   | Roemenië  |
| 11 juni | Hongarije | 108 – 105 | Spanje    |
| 12 juni | Kroatië   | 76 – 78   | Moldavië  |
| 12 juni | Spanje    | 66 – 72   | Slowakije |
| 12 juni | Roemenië  | 67 – 59   | Hongarije |
| 13 juni | Oekraïne  | 73 – 54   | Spanje    |
| 13 juni | Hongarije | 70 – 75   | Kroatië   |
| 13 juni | Slowakije | 81 – 56   | Roemenië  |
| 14 juni | Moldavië  | 79 – 73   | Hongarije |
| 14 juni | Roemenië  | 61 – 71   | Oekraïne  |
| 14 juni | Kroatië   | 67 – 71   | Slowakije |

| Groep B |           |             |             |             |            |            |            |        |
| #       | Land      | Wedstrijden | Wedstrijden | Wedstrijden | Doelpunten | Doelpunten | Doelpunten | Punten |
| #       | Land      | G           | W           | V           | V          | T          | Saldo      | Punten |
| 1       | Oekraïne  | 6           | 5           | 1           | 416        | 359        | +57        | 11     |
| 2       | Slowakije | 6           | 5           | 1           | 417        | 373        | +44        | 11     |
| 3       | Kroatië   | 6           | 4           | 2           | 428        | 414        | +14        | 10     |
| 4       | Moldavië  | 6           | 3           | 3           | 410        | 451        | -41        | 9      |
| 5       | Spanje    | 6           | 2           | 4           | 493        | 453        | +40        | 8      |
| 5       | Roemenië  | 6           | 1           | 5           | 368        | 439        | -71        | 7      |
| 6       | Hongarije | 6           | 1           | 5           | 418        | 461        | -43        | 7      |

## Kwartfinales
| Datum   | Land      | Score   | Land     |
| ------- | --------- | ------- | -------- |
| 16 juni | Moldavië  | 43 – 74 | Italië   |
| 16 juni | Oekraïne  | 76 – 72 | Litouwen |
| 16 juni | Slowakije | 85 – 75 | Tsjechië |
| 16 juni | Kroatië   | 72 – 81 | Rusland  |

## Plaatsingswedstrijden 5e-8e plaats
| Datum               | Land     | Score   | Land     |
| ------------------- | -------- | ------- | -------- |
| 17 juni             | Moldavië | 78 – 76 | Tsjechië |
| 17 juni             | Litouwen | 91 – 64 | Kroatië  |
| 18 juni (7e plaats) | Tsjechië | 73 – 61 | Kroatië  |
| 18 juni (5e plaats) | Moldavië | 62 – 68 | Litouwen |

## Halve finales
| Datum   | Land     | Score   | Land      |
| ------- | -------- | ------- | --------- |
| 17 juni | Italië   | 65 – 46 | Slowakije |
| 17 juni | Oekraïne | 69 – 64 | Rusland   |

## Bronzen finale
| Datum   | Land      | Score   | Land    |
| ------- | --------- | ------- | ------- |
| 18 juni | Slowakije | 50 – 69 | Rusland |

## Finale
| Datum   | Land   | Score   | Land     |
| ------- | ------ | ------- | -------- |
| 18 juni | Italië | 66 – 77 | Oekraïne |

## Eindrangschikking
| Goud   | Oekraïne  |
| Zilver | Italië    |
| Brons  | Rusland   |
| 4      | Slowakije |
| 5      | Litouwen  |
| 6      | Moldavië  |
| 7      | Tsjechië  |
| 8      | Kroatië   |

1938 · 
1950 · 
1952 · 
1954 · 
1956 · 
1958 · 
1960 · 
1962 · 
1964 · 
1966 · 
1968 · 
1970 · 
1972 · 
1974 · 
1976 · 
1978 · 
1980 · 
1981 · 
1983 · 
1985 · 
1987 · 
1989 · 
1991 · 
1993 · 
1995 · 
1997 · 
1999 · 
2001 · 
2003 · 
2005 · 
2007 · 
2009 · 
2011 · 
2013 · 
2015 · 
2017 · 
2019 · 
2021 · 
2023